# Taça de Portugal 1977/78
Die Taça de Portugal 1977/78 war die 38. Austragung des portugiesischen Pokalwettbewerbs. Er wurde vom portugiesischen Fußballverband ausgetragen. Zum ersten Mal musste nach einem 1:1 nach Verlängerung zwischen Sporting Lissabon und dem FC Porto der Pokalsieger in einem Wiederholungsspiel ermittelt werden. Sporting gewann dies mit 2:1 und qualifizierte sich damit für den Europapokal der Pokalsieger 1978/79. 
Alle Begegnungen wurden in einem Spiel ausgetragen. Bei unentschiedenem Ausgang wurde zur Ermittlung des Siegers eine Verlängerung gespielt. Stand danach kein Sieger fest, wurde das Spiel wiederholt.

## Teilnehmende Teams
| Primeira Divisão (16) | Segunda Divisão (48) | Segunda Divisão (48) | Distrikte (2) |
| --- | --- | --- | --- |
| - Académica de Coimbra - Belenenses Lissabon - Benfica Lissabon - Sporting Braga - Boavista Porto - SC Espinho - GD Estoril Praia - CD Feirense - Marítimo Funchal - Portimonense SC - FC Porto - GD Riopele - Sporting Lissabon - Varzim SC - Vitória Guimarães - Vitória Setúbal | - Académico de Viseu FC - RD Águeda - Aliados FC Lordelo - Almada AC - Amora FC - Atlético CP - FC Barreirense - SC Beira-Mar - SL Cartaxo - GD Chaves - CD Cova da Piedade - SC Covilhã - GD da CUF Barreiro - SC Estela Portalegre - AD Fafe - FC Famalicão - SC Farense - Gil Vicente FC - Juventude Évora - SC Leiria e Marrazes - Leixões SC - Lusitânia Lourosa - Lusitano GC Évora - Luso FC                | - GD Mangualde - AC Marinhense - CD Montijo - Nacional Funchal - Odivelas FC - SC Olhanense - CD Paços de Brandão - FC Paços de Ferreira - FC Penafiel - GD Peniche - CD Portalegrense - SC Régua - Rio Ave FC - AD Sanjoanense - GD Sesimbra - Sport União Sintrense - Vasco da Gama AC - SC Vianense - SC Vila Real - União de Coimbra - União Lamas - União Leiria - UD Santarém - União de Tomar                                        | - SC Santacruzense (Madeira) - Marítimo Graciosa (Azoren) |
| Terceira Divisão (96) | | | |
| - Ançã FC - SC Alba - AC Alcanenense - GC Alcobaça - GD Alcochetense - SC Mineiro Aljustrelense - FC Alverca - Amarante FC - GD Amiense - Anadia FC - CD Arrifanense - Atlético Reguengos - FC Avintes - UD Batalha - GD Benavente - Benfica e Castelo Branco - SCE Bombarralense - SC Borbense - GD Bragança - CF Bucelenses - SC Bustelo - Atlético Cabeceirense - Caldas SC - SC Campomaiorense | - CD Carapinheirense - Casa Pia AC - Condestável AC - Sport Covilhã e Benfica - Atlético Cucujães - Desportivo Aves - CD Beja - Desportivo Castelo Branco - CD Matrena - Eléctrico Ponte de Sor - O Elvas CAD - CF Esperança Lagos - Febres SC - SC Freamunde - SC Gonçalense - CD Gouveia - AD Guarda - FC Infesta - GD Joane - CUD Leverense - AD Limianos - GS Loures - CD Lousanense - CA Macedo de Cavaleiros | - SC Maria da Fonte - CF Marialvas - Marítimo Olhanense - Marítimo Rosarense - SC Mirandela - AC Molelos - Desportivo Monção - Mondinese FC - Naval 1º de Maio - GD Nazarenos - SL Olivais - CD Olivais e Moscavide - Oliveira do Bairro SC - UD Oliveirense - Clube Oriental de Lisboa - CF OS Elvenses - Paio Pires FC - USC Paredes - CA Pêro Pinheiro - CF Perosinho - GD Pescadores - GD Prado - CDR Quarteirense - GD Ribeira de Pena | - SG Sacavenense - SC Salgueiros - UD Sampedrense - 1º de Maio Sarilhense - FC Seixal - FC Serpa - Silves FC - AD Souselas - SC Lamego - FC Tadim - FC Tirsense - UD Tocha - CD Tondela - SC União Torreense - CD Torres Novas - União de Almeirim - União de Montemor - União Santiago do Cacém - CA Valdevez - AD Valecambrense - Vilanovense FC - Sport Viseu e Benfica - Vitória Lissabon - FC Vizela |

## 1. Runde
In dieser Runde nahmen die Vereine aus der Segunda und Terceira Divisão teil.
|                           | Ergebnis  |                          |
| ------------------------- | --------- | ------------------------ |
| GD Peniche                | 0:0 n. V. | AC Marinhense            |
| CF Marialvas              | 2:0       | União de Almeirim        |
| AD Limianos               | 3:0       | GD Ribeira de Pena       |
| CA Pêro Pinheiro          | 6:1       | Atlético Reguengos       |
| CF Perosinho              | 0:1       | AD Fafe                  |
| GD Prado                  | 1:0       | FC Penafiel              |
| CD Portalegrense          | 2:1       | GC Alcobaça              |
| GD Pescadores             | 4:0       | CF OS Elvenses           |
| Clube Oriental de Lisboa  | 2:2 n. V. | Luso FC                  |
| Oliveira do Bairro SC     | 1:1 n. V. | SC União Torreense       |
| SC Maria da Fonte         | 1:2       | SC Vila Real             |
| CA Macedo de Cavaleiros   | 2:0       | Gil Vicente FC           |
| Lusitânia Lourosa         | 1:1 n. V. | FC Avintes               |
| CD Matrena                | 0:2       | RD Águeda                |
| SC Mirandela              | 2:1       | CD Paços de Brandão      |
| O Elvas CAD               | 7:0       | SC Borbense              |
| Nacional Funchal          | 3:1       | CD Olivais e Moscavide   |
| CDR Quarteirense          | 0:3       | Juventude Évora          |
| Rio Ave FC                | 1:0       | FC Famalicão             |
| UD Santarém               | 2:1       | SC Leiria e Marrazes     |
| União de Coimbra          | 1:0       | CD Lousanense            |
| SC Farense                | 3:1       | CF Esperança Lagos       |
| UD Tocha                  | 1:0       | Sport União Sintrense    |
| União de Tomar            | 9:1       | Condestável AC           |
| Vilanovense FC            | 2:0       | CD Arrifanense           |
| CA Valdevez               | 3:0       | SC Régua                 |
| SL Olivais                | 3:0       | SC Campomaiorense        |
| SL Cartaxo                | 0:0 n. V. | UD Batalha               |
| UD Sampedrense            | 1:0       | Mondinese FC             |
| SG Sacavenense            | 4:0       | FC Serpa                 |
| Marítimo Rosarense        | 2:0       | CF Bucelenses            |
| 1º de Maio Sarilhense     | 2:0       | Vasco da Gama AC         |
| SC Alba                   | 0:1       | SCE Bombarralense        |
| GD Sesimbra               | 2:0       | Lusitano GC Évora        |
| Caldas SC                 | 1:0       | GD Nazarenos             |
| Aliados FC Lordelo        | 2:0       | UD Oliveirense           |
| Leixões SC                | 2:0       | CUD Leverense            |
| Atlético Cucujães         | 2:1       | USC Paredes              |
| Anadia FC                 | 0:2       | União Leiria             |
| GD Benavente              | 4:2       | AD Souselas              |
| GD Bragança               | 1:0       | Desportivo Monção        |
| Casa Pia AC               | 3:0       | União de Montemor        |
| SC Bustelo                | 4:1       | AD Valecambrense         |
| GD Amiense                | 2:0       | CD Tondela               |
| Amarante FC               | 2:1       | União Lamas              |
| GD Alcochetense           | 0:3       | CD Montijo               |
| AC Alcanenense            | 0:2       | SC Covilhã               |
| SC Mineiro Aljustrelense  | 0:1       | SC Olhanense             |
| Almada AC                 | 1:0       | Vitória Lissabon         |
| FC Alverca                | 0:1       | Marítimo Olhanense       |
| GD Chaves                 | 0:0 n. V. | FC Tirsense              |
| Atlético Cabeceirense     | 0:1       | AD Sanjoanense           |
| Febres SC                 | 1:3       | CD Torres Novas          |
| CD Cova da Piedade        | 1:0       | Paio Pires FC            |
| SC Freamunde              | 0:2       | FC Paços de Ferreira     |
| SC Gonçalense             | 0:2       | Naval 1º de Maio         |
| GD Joane                  | 2:1       | FC Tadim                 |
| AD Guarda                 | 6:1       | Ançã FC                  |
| Silves FC                 | 2:1       | GS Loures                |
| FC Vizela                 | 1:5       | SC Salgueiros            |
| FC Seixal                 | 0:0 n. V. | GD da CUF Barreiro       |
| Sport Covilhã e Benfica   | 1:2       | CD Carapinheirense       |
| FC Barreirense            | 4:1       | União Santiago do Cacém  |
| Eléctrico Ponte de Sor    | 0:1       | SC Estela Portalegre     |
| FC Infesta                | 0:1       | SC Vianense              |
| Odivelas FC               | 2:0       | CD Beja                  |
| Desportivo Castelo Branco | 1:0       | Sport Viseu e Benfica    |
| Desportivo Aves           | 6:0       | SC Lamego                |
| Amora FC                  | 1:0 n. V. | Atlético CP              |
| Académico de Viseu FC     | 3:0       | Benfica e Castelo Branco |
| SC Beira-Mar              | 3:1       | AC Molelos               |
| CD Gouveia                | 0:0 n. V. | GD Mangualde             |

### Wiederholungsspiele
|                    | Ergebnis |                          |
| ------------------ | -------- | ------------------------ |
| GD Mangualde       | 4:1      | CD Gouveia               |
| FC Tirsense        | 3:0      | GD Chaves                |
| SC União Torreense | 3:2      | Oliveira do Bairro SC    |
| Luso FC            | 2:0      | Clube Oriental de Lisboa |
| GD da CUF Barreiro | 3:0      | FC Seixal                |
| FC Avintes         | 0:3      | Lusitânia Lourosa        |
| UD Batalha         | 1:0      | SL Cartaxo               |
| AC Marinhense      | 3:1      | GD Peniche               |

## Hoffnungsrunde
Die Verlierer der 1. Runde bekamen eine zweite Chance.
|                         | Ergebnis  |                          |
| ----------------------- | --------- | ------------------------ |
| GD Peniche              | 2:0       | CD Gouveia               |
| CDR Quarteirense        | 1:0       | FC Serpa                 |
| GD Ribeira de Pena      | 2:6       | USC Paredes              |
| Mondinese FC            | 2:3       | CD Paços de Brandão      |
| Desportivo Monção       | 3:1       | FC Vizela                |
| SC Leiria e Marrazes    | 1:0       | Condestável AC           |
| CD Matrena              | 2:1       | GC Alcobaça              |
| AC Molelos              | 0:2       | Oliveira do Bairro SC    |
| SC Alba                 | 3:0       | SC Gonçalense            |
| SC Régua                | 1:0       | FC Avintes               |
| União Lamas             | 3:1       | UD Oliveirense           |
| Vasco da Gama AC        | 3:0       | Clube Oriental de Lisboa |
| Sport Viseu e Benfica   | 0:1       | Eléctrico Ponte de Sor   |
| União de Almeirim       | 0:1       | Benfica e Castelo Branco |
| CD Tondela              | 1:2       | SL Cartaxo               |
| SC Lamego               | 2:1       | FC Infesta               |
| AD Souselas             | 0:1       | CD Beja                  |
| CA Macedo de Cavaleiros | 3:0       | SC Maria da Fonte        |
| CD Lousanense           | 4:1       | GD Nazarenos             |
| Atlético CP             | 3:1       | SC Mineiro Aljustrelense |
| Atlético Reguengos      | 1:2       | CD Olivais e Moscavide   |
| CF Bucelenses           | 0:4       | União Santiago do Cacém  |
| Anadia FC               | 6:2       | Febres SC                |
| FC Alverca              | 1:1 n. V. | GS Loures                |
| AC Alcanenense          | 3:2       | Ançã FC                  |
| GD Alcochetense         | 2:0       | União de Montemor        |
| SC Campomaiorense       | 0:0 n. V. | Lusitano GC Évora        |
| GD Chaves               | 4:0       | FC Tadim                 |
| FC Seixal               | 2:0       | SC Borbense              |
| SC Freamunde            | 4:0       | Atlético Cabeceirense    |
| CUD Leverense           | 5:1       | CD Arrifanense           |
| FC Penafiel             | 2:1       | CF Perosinho             |
| FC Famalicão            | 4:0       | AD Valecambrense         |
| CF OS Elvenses          | 0:1       | Paio Pires FC            |
| CF Esperança Lagos      | 1:2       | Vitória Lissabon         |
| Sport União Sintrense   | 3:0       | Sport Covilhã e Benfica  |

### Wiederholungsspiele
|                   | Ergebnis |                   |
| ----------------- | -------- | ----------------- |
| Lusitano GC Évora | 3:0      | SC Campomaiorense |
| GS Loures         | 3:1      | FC Alverca        |

## 2. Runde
Qualifiziert waren die 72 Sieger der 1. Runde, die 36 Sieger der Hoffnungsrunde, sowie die 16 Teams der Primeira Divisão. Die Spiele fanden am 12. und 13. November 1977 statt.
|                          | Ergebnis  |                           |
| ------------------------ | --------- | ------------------------- |
| Amora FC                 | 2:0       | SC Freamunde              |
| Paio Pires FC            | 0:1       | Académico de Viseu FC     |
| Belenenses Lissabon      | 4:1       | Vasco da Gama AC          |
| Marítimo Rosarense       | 1:3       | SG Sacavenense            |
| SC Régua                 | 2:1       | GD Joane                  |
| Portimonense SC          | 2:0       | O Elvas CAD               |
| Varzim SC                | 4:0       | RD Águeda                 |
| GD Sesimbra              | 1:0       | União de Tomar            |
| Caldas SC                | 2:0       | SC Covilhã                |
| Sport União Sintrense    | 0:0 n. V. | AD Sanjoanense            |
| GD Riopele               | 3:2       | FC Barreirense            |
| CD Portalegrense         | 2:0 n. V. | FC Paços de Ferreira      |
| GD Pescadores            | 1:1 n. V. | CA Pêro Pinheiro          |
| CA Pêro Pinheiro         | 1:0       | SCE Bombarralense         |
| SL Cartaxo               | 5:0       | Desportivo Castelo Branco |
| SC Salgueiros            | 2:1 n. V. | Lusitano GC Évora         |
| 1º de Maio Sarilhense    | 0:4       | União de Coimbra          |
| SC Farense               | 7:1       | CD Beja                   |
| SC Vila Real             | 2:0       | Leixões SC                |
| SC Vianense              | 2:1       | UD Sampedrense            |
| Vitória Guimarães        | 5:1       | AC Marinhense             |
| Vitória Lissabon         | 0:1       | FC Famalicão              |
| Vitória Setúbal          | 4:1       | CA Macedo de Cavaleiros   |
| CA Valdevez              | 1:0       | CD Paços de Brandão       |
| UD Tocha                 | 2:1 n. V. | SC Alba                   |
| USC Paredes              | 2:1 n. V. | Rio Ave FC                |
| Sporting Braga           | 7:0       | CD Matrena                |
| Sporting Lissabon        | 3:1       | SC Espinho                |
| União Leiria             | 3:0       | CD Carapinheirense        |
| UD Santarém              | 0:1 n. V. | União Lamas               |
| SL Olivais               | 6:1       | AD Guarda                 |
| CF Marialvas             | 1:1 n. V. | Eléctrico Ponte de Sor    |
| Casa Pia AC              | 1:0       | Odivelas FC               |
| GD Bragança              | 3:1       | GD Mangualde              |
| CD Cova da Piedade       | 0:1 n. V. | CD Montijo                |
| GD da CUF Barreiro       | 3:0       | Anadia FC                 |
| SC Estela Portalegre     | 2:1 n. V. | GD Prado                  |
| CD Olivais e Moscavide   | 1:3       | GD Peniche                |
| Boavista Porto           | 6:0       | SC Olhanense              |
| Benfica Lissabon         | 2:0       | GD Chaves                 |
| GD Alcochetense          | 1:0       | CD Torres Novas           |
| AD Fafe                  | 0:1       | SC Beira-Mar              |
| Amarante FC              | 1:0       | União Santiago do Cacém   |
| Atlético Cucujães        | 1:0       | FC Tirsense               |
| Benfica e Castelo Branco | 1:0       | SC Bustelo                |
| GD Benavente             | 1:0       | Desportivo Monção         |
| FC Seixal                | 0:3       | FC Porto                  |
| Silves FC                | 2:1 n. V. | Lusitânia Lourosa         |
| SC Leiria e Marrazes     | 2:4       | FC Penafiel               |
| Marítimo Funchal         | 2:1       | Naval 1º de Maio          |
| SC Mirandela             | 2:3 n. V. | UD Batalha                |
| Nacional Funchal         | 2:2 n. V. | CD Feirense               |
| AD Limianos              | 1:2       | Almada AC                 |
| Oliveira do Bairro SC    | 2:0       | GD Amiense                |
| Luso FC                  | 2:1       | SC Lamego                 |
| CD Lousanense            | 0:2       | SC União Torreense        |
| Juventude Évora          | 6:0       | AC Alcanenense            |
| Gil Vicente FC           | 2:1 n. V. | GD Estoril Praia          |
| CUD Leverense            | 2:1       | Vilanovense FC            |
| Aliados FC Lordelo       | 0:1       | Atlético CP               |
| GS Loures                | 1:3       | Marítimo Olhanense        |
| Académica de Coimbra     | 0:1       | Desportivo Aves           |

### Wiederholungsspiele
|                        | Ergebnis |                       |
| ---------------------- | -------- | --------------------- |
| Eléctrico Ponte de Sor | 2:0      | CF Marialvas          |
| AD Sanjoanense         | 4:5      | Sport União Sintrense |
| CA Pêro Pinheiro       | 6:0      | GD Pescadores         |
| CD Feirense            | 2:1      | Nacional Funchal      |

## 3. Runde
Die Spiele fanden am 1. Dezember 1977 statt.
|                        | Ergebnis  |                          |
| ---------------------- | --------- | ------------------------ |
| SC Régua               | 4:0       | Marítimo Olhanense       |
| Sport União Sintrense  | 4:0       | UD Tocha                 |
| Portimonense SC        | 2:1       | SC Beira-Mar             |
| Caldas SC              | 2:1       | CA Pêro Pinheiro         |
| CDR Quarteirense       | 1:2       | FC Famalicão             |
| SG Sacavenense         | 0:1       | FC Porto                 |
| Sporting Braga         | 1:1 n. V. | Vitória Guimarães        |
| SC Farense             | 6:0       | SL Cartaxo               |
| SC Vila Real           | 4:1       | Benfica e Castelo Branco |
| Vitória Setúbal        | 3:0       | SC Estela Portalegre     |
| SC Vianense            | 2:1       | Oliveira do Bairro SC    |
| CA Valdevez            | 0:2       | Juventude Évora          |
| Sporting Lissabon      | 5:0       | SC Salgueiros            |
| União Leiria           | 3:0       | Lusitânia Lourosa        |
| USC Paredes            | 1:0       | GD Sesimbra              |
| SC Leiria e Marrazes   | 1:0       | Amarante FC              |
| GD Bragança            | 0:2       | GD Riopele               |
| Casa Pia AC            | 0:1       | Amora FC                 |
| Boavista Porto         | 2:0       | GD Peniche               |
| GD Benavente           | 2:1       | SL Olivais               |
| Atlético Cucujães      | 1:4       | União de Coimbra         |
| UD Batalha             | 0:2       | SC União Torreense       |
| CD Feirense            | 1:2       | Varzim SC                |
| GD da CUF Barreiro     | 0:8       | Benfica Lissabon         |
| Luso FC                | 0:3       | Belenenses Lissabon      |
| Marítimo Funchal       | 1:0       | CD Portalegrense         |
| CUD Leverense          | 2:3       | CD Montijo               |
| Gil Vicente FC         | 2:1       | União Lamas              |
| Desportivo Aves        | 4:3       | Atlético CP              |
| Eléctrico Ponte de Sor | 1:4       | Académico de Viseu FC    |
| Almada AC              | 5:1       | AC Alcanenense           |

### Wiederholungsspiel
|                   | Ergebnis |                |
| ----------------- | -------- | -------------- |
| Vitória Guimarães | 0:4      | Sporting Braga |

## Ausscheidungsrunde
|              | Ergebnis |                      |
| ------------ | -------- | -------------------- |
| GD Benavente | 3:1      | SC Leiria e Marrazes |

## 4. Runde
Die Vereine aus Madeira und den Azoren stiegen in dieser Runde ein. Die Spiele fanden am 7. und 8. Januar 1978 statt.
|                       | Ergebnis  |                       |
| --------------------- | --------- | --------------------- |
| Sporting Lissabon     | 3:0       | União de Coimbra      |
| SC Régua              | 4:2       | União Leiria          |
| Marítimo Graciosa     | 0:1       | GD Riopele            |
| Sporting Braga        | 6:0       | Juventude Évora       |
| SC Vianense           | 2:0       | Portimonense SC       |
| SC Vila Real          | 1:1 n. V. | SC Santacruzense      |
| USC Paredes           | 1:2       | Gil Vicente FC        |
| SC Farense            | 2:1       | Caldas SC             |
| Marítimo Funchal      | 3:1       | CD Montijo            |
| Almada AC             | 3:1       | Sport União Sintrense |
| Académico de Viseu FC | 3:1       | SC União Torreense    |
| GD Benavente          | 0:2       | Varzim SC             |
| Benfica Lissabon      | 5:0       | Belenenses Lissabon   |
| FC Famalicão          | 1:0       | Vitória Setúbal       |
| Desportivo Aves       | 0:3       | FC Porto              |
| Amora FC              | 2:2 n. V. | Boavista Porto        |

### Wiederholungsspiel
|                  | Ergebnis |              |
| ---------------- | -------- | ------------ |
| SC Santacruzense | 0:3      | SC Vila Real |
| Boavista Porto   | 3:0      | Amora FC     |

## Achtelfinale
Die Spiele fanden am 5. Februar 1978 statt.
|                  | Ergebnis |                       |
| ---------------- | -------- | --------------------- |
| Sporting Braga   | 3:0      | Marítimo Funchal      |
| SC Farense       | 1:0      | SC Vila Real          |
| SC Vianense      | 1:2      | Gil Vicente FC        |
| Varzim SC        | 4:0      | Académico de Viseu FC |
| FC Famalicão     | 0:2      | Sporting Lissabon     |
| Benfica Lissabon | 7:2      | SC Régua              |
| Boavista Porto   | 1:3      | GD Riopele            |
| Almada AC        | 1:3      | FC Porto              |

## Viertelfinale
Die Spiele fanden am 5. März 1978 statt.
|                   | Ergebnis |                  |
| ----------------- | -------- | ---------------- |
| Sporting Lissabon | 3:1      | Benfica Lissabon |
| SC Farense        | 1:3      | Sporting Braga   |
| GD Riopele        | 1:2      | Varzim SC        |
| FC Porto          | 3:0      | Gil Vicente FC   |

## Halbfinale
Die Spiele fanden am 23. April 1978 statt.
|           | Ergebnis |                   |
| --------- | -------- | ----------------- |
| Varzim SC | 1:2      | Sporting Lissabon |
| FC Porto  | 4:1      | Sporting Braga    |

## Finale
| Paarung           | Sporting Lissabon – FC Porto |
| Ergebnis          | 1:1 n. V. (1:1, 0:0) |
| Datum             | 17. Juni 1978 |
| Stadion           | Estádio Nacional, Oeiras |
| Schiedsrichter    | Francisco Lobo |
| Tore              | 0:1 Fernando Gomes (48.) 1:1 Paulo Meneses (49.) |
| Sporting Lissabon | António Botelho – Augusto Inácio, Francisco Barão (71. Ademar Marques), Paulo Meneses, João Laranjeira , Artur Correia – Ailton Ballesteros, Vítor Gomes – Salif Keïta, Manoel Costa, Manuel Fernandes (117. Carlos Freire) Cheftrainer: José Rodrigues Dias |
| FC Porto          | João Fonseca – Gabriel Mendes, Carlos Simões, Alfredo Murça (71. Teixeirinha) – Fernando Freitas, Octávio Machado, Adelino Teixeira, Ademir, António Oliveira – Seninho (92. Duda), Fernando Gomes Cheftrainer: José Maria Pedroto                           |
| Platzverweise     | keine – Ademir |

### Wiederholungsspiel
| Paarung           | Sporting Lissabon – FC Porto |
| Ergebnis          | 2:1 (0:0) |
| Datum             | 24. Juni 1978 |
| Stadion           | Estádio Nacional, Oeiras |
| Schiedsrichter    | Mário Silva Luís |
| Tore              | 1:0 Vítor Gomes (55.) 2:0 Manuel Fernandes (62.) 2:1 Seninho (80.) |
| Sporting Lissabon | António Botelho – Augusto Inácio, Paulo Meneses, João Laranjeira , Artur Correia – Ailton Ballesteros, Vítor Gomes (81. Rui Cerdeira) – Salif Keïta, Manoel Costa, Ademar Marques, Manuel Fernandes Cheftrainer: José Rodrigues Dias |
| FC Porto          | João Fonseca – Gabriel Mendes, Carlos Simões, Teixeirinha, António Taí – Adelino Teixeira, Carlos Brandão, Octávio Machado – Duda, Seninho, Fernando Gomes Cheftrainer: José Maria Pedroto                                           |